# Habenaria
Habenaria é um género botânico pertencente à família das orquídeas (Orchidaceae).
O gênero Habenaria foi publicado por Willdenow em Species Plantarum. Editio quarta 4(1): 5, 44, em 1805, tendo seu lectótipo sido selecionado porteriormente por Kraenzlin como a Habenaria macroceratistes Willd. em Bot. Jahrb. Syst. 16: 58, em 1892. O nome do gênero vem do latim habena, rédea, uma referência ao fato das pétalas de suas flores apresentarem longas divisões que com rédeas se parecem.

## Distribuição
Cerca de 650 espécies compõem este gênero, distribuídas pela área equatorial e tropical de todos os continentes, do nível do mar até três mil metros de altitude, aproximadamente 135 delas presentes no Brasil, distribuídas por todos os estados, constituindo-se em um dos gêneros com maior número do espécies no País.

## Descrição
Naturalmente, em um gênero tão vasto, aspectos morfológicos e hábitos variam muito. De modo geral as espécies brasileiras são terrestres, de terrenos mais ou menos úmidos, ou então humícolas nas matas sombrias; em áreas ensolaradas, sobre pedreiras ou campinas, e à margem das estradas.
Em vez de pseudobulbos, apresentam túberes subterrâneos que crescem depois da floração tornando-se responsáveis pela sobrevivência das plantas, cuja parte visível perece depois da floração. O caule e folhas podem ser de tamanhos muito variáveis, desde alguns centímetros, até mais de dois metros de altura. A inflorescência é apical e apresenta de uma a muitas flores, normalmente verdes ou brancas, mas podendo também serem de outras cores, notadamente amarelas. O labelo em regra é prolongado em longo calcar, raramente sem.
A principal característica desse gênero, com raríssimas exceções, está nas pétalas de suas flores, freqüentemente bipartidas até perto da base, às vezes trilobadas.

## Histórico
O gênero Habenaria, bem como a extinta subtribo Habenarinae foram muito pouco estudados até hoje. Aparentemente Habenaria será subdividida em diversos gêneros. Análises recentes de DNA ainda tem dificuldades em determinar exatamente dos limites de muitos gêneros subordinados às subtribos Orchidinae e Habenarinae, assim sendo, a antiga subtribo Habenarinae foi momentaneamente abandonada, subordinando provisóriamente todos estes gêneros à Orchidinae, até que se possa dividi-los com segurança.
Desde 1982 o polonês Szlachetko, especialista em orquídeas terrestres, tem estudado este gênero e propôs muitos novos gêneros para sua divisão, entretanto ainda não há consenso como esta será feita, assim, da mesma forma, por enquanto estamos tratando como sinônimos muitos dos novos gêneros já criados para subdividir Habenaria.
A diminuição do número total de espécies também é prevista uma vez que inúmeras são as espécies mal esclarecidas que possívelmente devem tornar-se sinônimos no futuro.

## Espécies
Uma das espécies mais comummente encontradas no território brasileiro, em todos os estados onde a Mata Atlântica se faz presente, é a Habenaria josephensis.
Eis a lista:
- Habenaria arenaria
- Habenaria clavata
- Habenaria dentata
- Habenaria dilitata
- Habenaria dives
- Habenaria dregeana
- Habenaria epipactidea
- Habenaria falcicornis
- Habenaria floribunda
- Habenaria josephensis.
- Habenaria laevigata
- Habenaria lithophila
- Habenaria malacophylla
- Habenaria marginata
- Habenaria medusa
- Habenaria quinqueseta
- Habenaria radiata
- Habenaria rhodocheila
- Habenaria schimperiana